# Malakit
Malakit är ett grönt kopparhaltigt mineral som har en sammansättning mellan kopparkarbonat och kopparhydroxid. Dess kemiska formel är Cu2(OH)2(CO3) och är således ett basiskt kopparkarbonat. Namnet kommer ytterst från grekiskan och sägs komma av mineralets likhet med malvans blad.

## Egenskaper
Malakit är något hårdare än kalksten. Den blir svart vid upphettning och löses av syror och ammoniak. Mineralet är ett sekundärt mineral som har uppstått vid vittring av andra kopparhaltiga sulfidmineral och finns ofta som skarnbildningar tillsammans med andra kopparmalmer.

## Förekomst
Malakit är vanlig och bryts till viss del som kopparmalm och används som prydnadssten. Några av de viktigaste förekomsterna finns i Rumänien, vid Lyon i Frankrike, i Cornwall samt på många ställen i Afrika, Sydaustralien och USA.
Malakit uppträder i Sverige i form av tunna beläggningar på eller nära kopparhaltiga sulfider som till exempel kopparkis. Malakit förekommer också som tunn beläggning – patina – på oxiderad koppar och kopparlegeringar. Denna patina kan även innehålla sulfat eller klorid.

## Användning
Utöver malmmineral används malakit till smycken och prydnadsföremål. I mald form har det används som pigment i målarfärg (malakitgrönt eller berggrönt).

## Bildgalleri

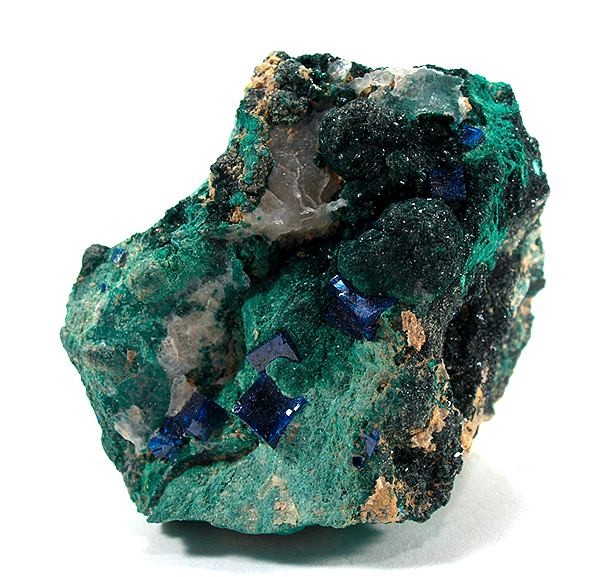
Malakit med atakamit och boleit
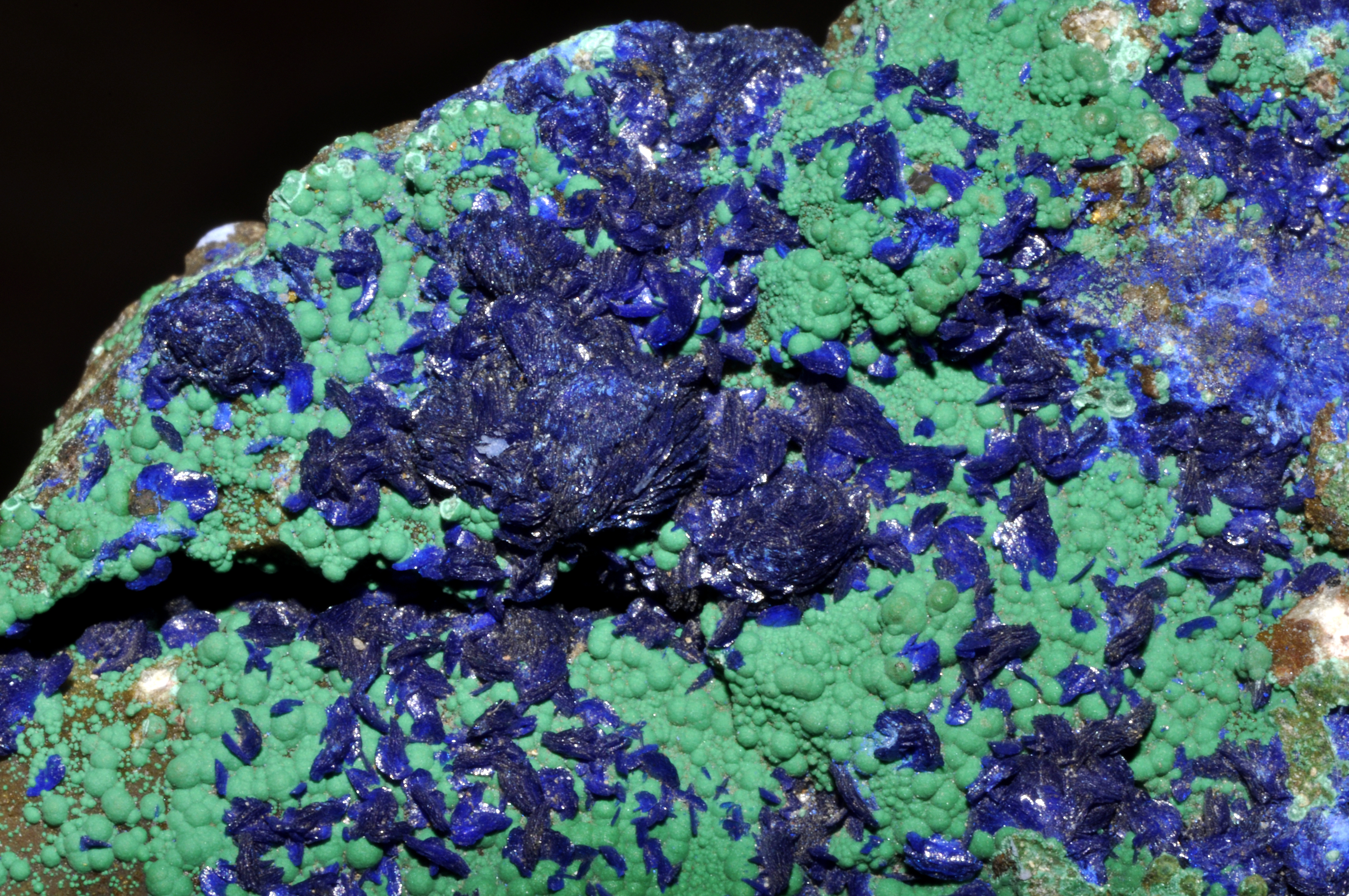
Malakit med azurit (mörkblå)
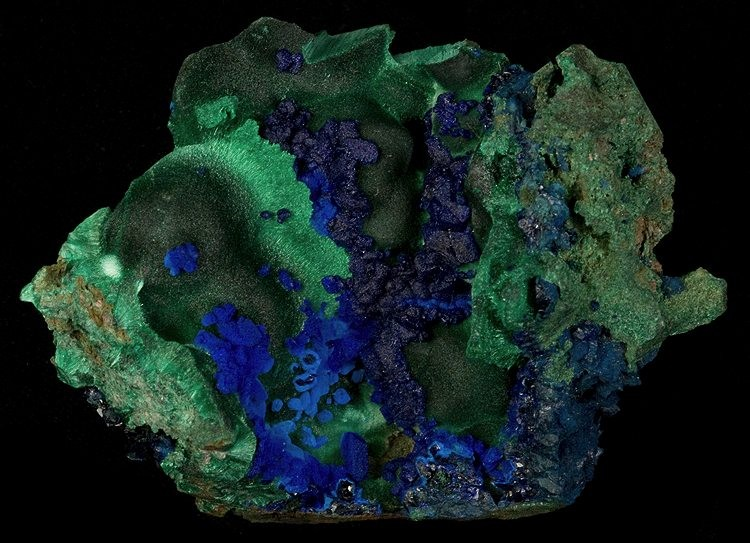
]Azurit-malakit
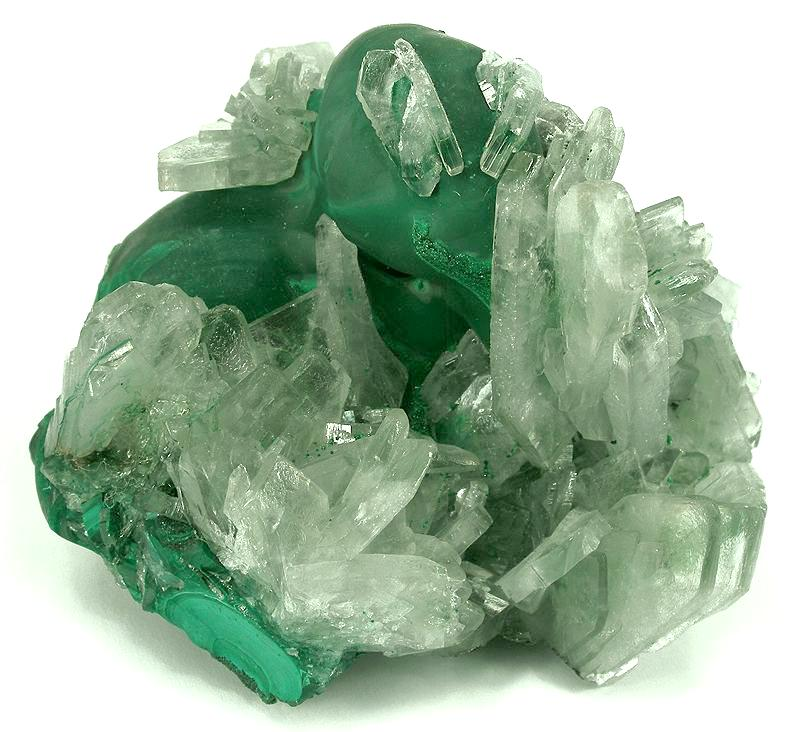
Baryt (klar) och malakit (grön)
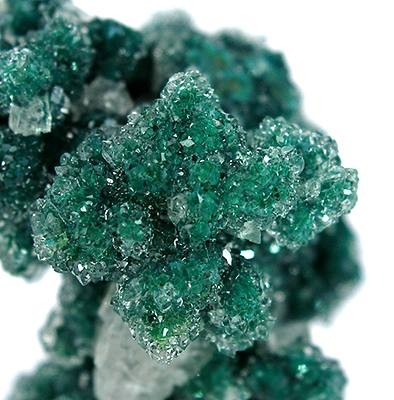
Kalcit-malakit
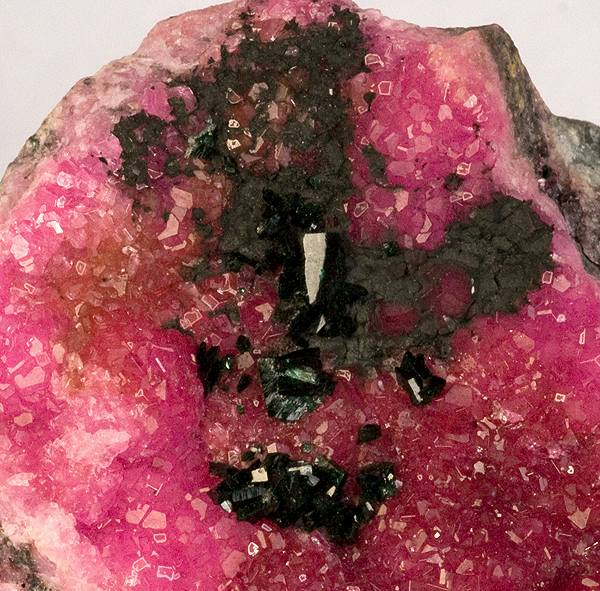
Kobolthaltig kalcit (röd) med mörkgrön malakit
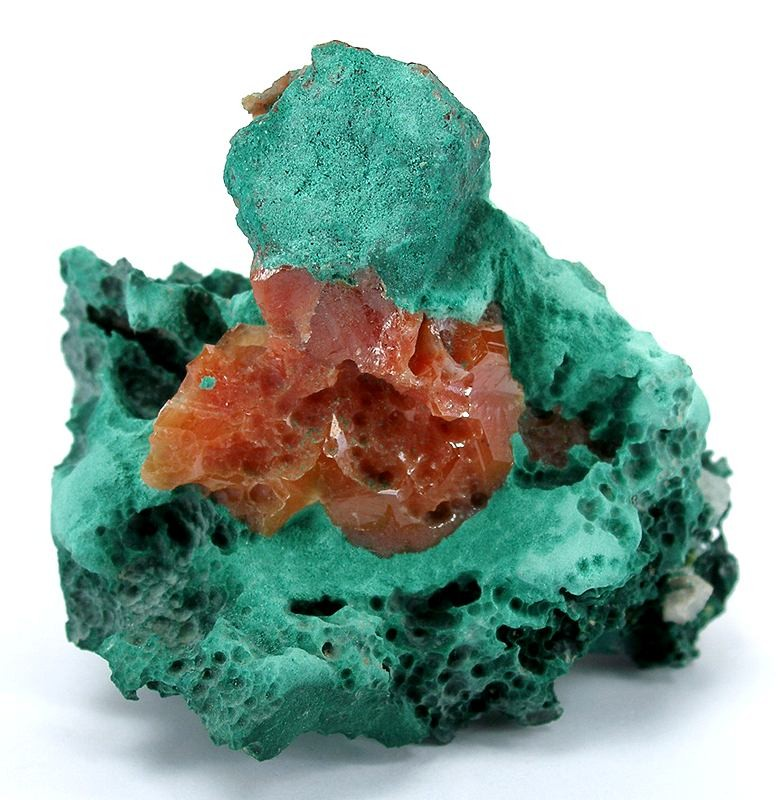
Cerussit-kuprit-malakit
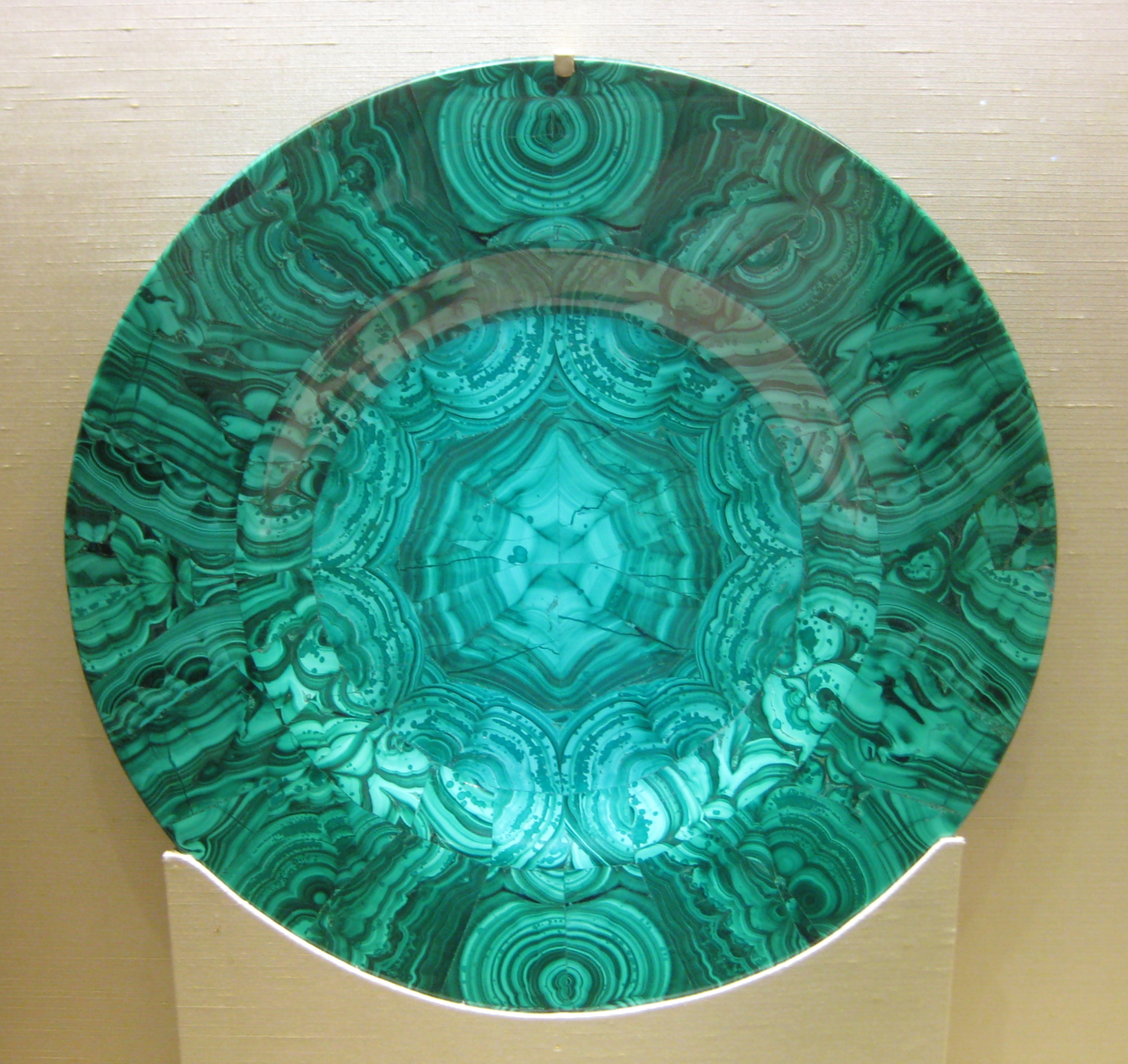
Brosch av guld och malakit, från 1868
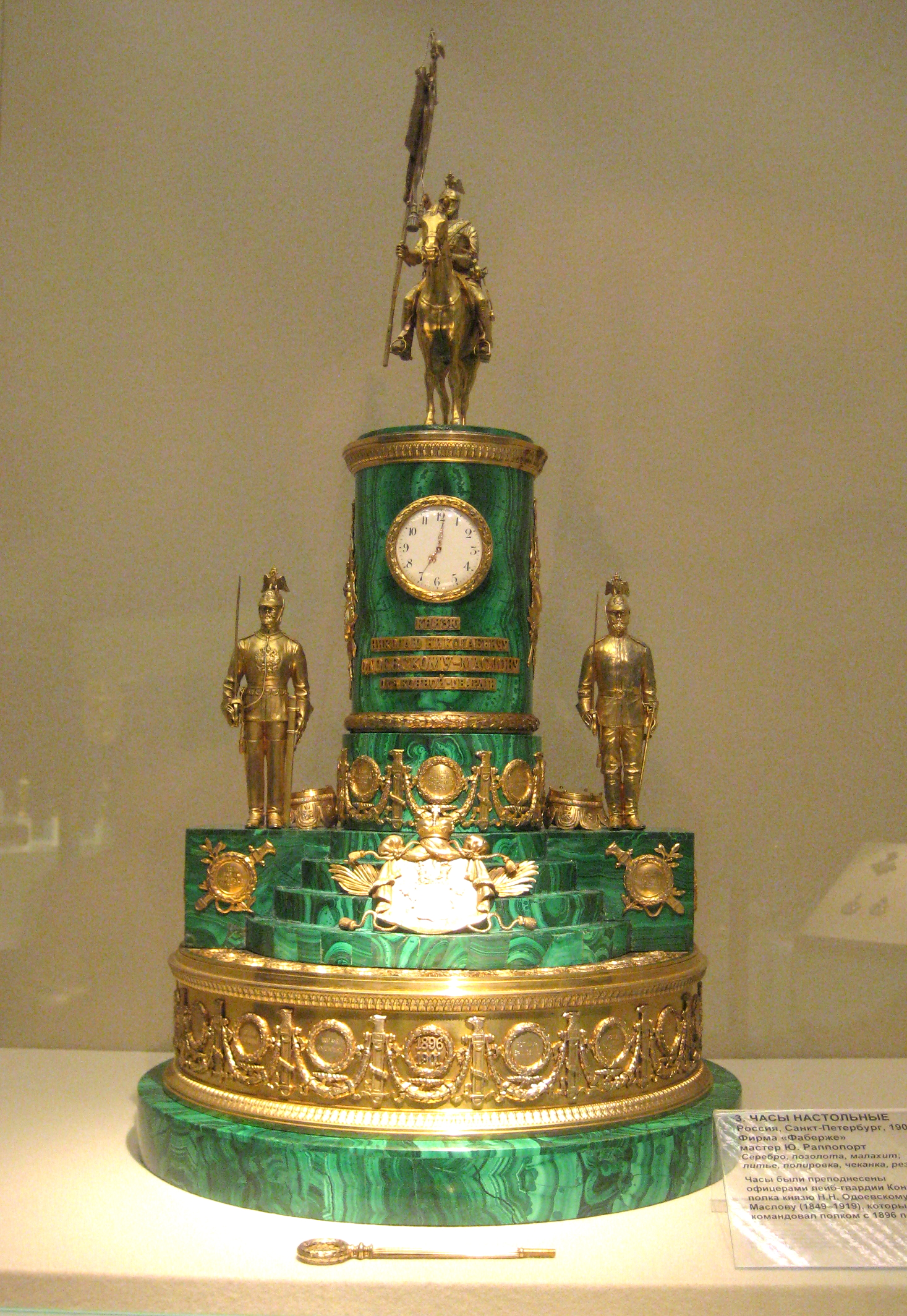
Bordsklocka i silver och malakit, Faberge 1901